# Холмуши
Холмуши — неофициальное название комплекса зданий времён дореволюционного Санкт-Петербурга, расположенных у Обводного канала в районе Лиговки. Представляло собой здание с флигелями, образующее длинный двор с выходом на Воронежскую улицу и Лиговский проспект. Холмуши были известны, как крупнейший рынок ворованных товаров в Петербурге. Большинство украденных вещей в городе для перепродажи почти сразу же попадали на этот рынок. Здесь можно было найти как и антиквариат, так и бытовые предметы.
Воровство и перепродажа предметов выступала важной частью городской преступности. На Холмушах каждый вечер скапливались скупщики в ожидании воров с добытым «товаром», чтобы уже на следующее утро заняться их продажей. Так как рынок находился недалеко от фабричного «кольца», летом туда прибывало множество сезонных рабочих, сбывавших  украденные с завода материалы — медь, цинк, свинец, олово и т.д.. Скупщики зарабатывали множество денет на перекупке металлов, так как рабочие продавали их за крайне малую цену. На Холмушах также в любое время суток можно было купить водку.
Холмуши выступали пристанищем для общественного дна, здесь обитали воры и бродяги. Современники описывали это место, как «мрачное как тюрьма, и грязное, как выгребная яма». Из-за опасной криминогенной обстановки, горожане средних классов избегали этого района. Сыскная полиция проводила периодические облавы на обитателей Холмуш, однако рынок там продолжал существовать. При Холмушах также располагались трактиры и публичные дома. Рынок в начале XX века выступал одним из основных мест сборищ уличных хулиганов. 